# Ekdromoi
El Ekdromos (en plural, Ekdromoi) era el nombre que recibían los hoplitas ligeros de la antigua Grecia. El nombre significa «corredores», y se refiere a su capacidad para salir de la falange y luchar en orden irregular en caso de que la situación lo requiriera. Los ekdromoi eran en su mayor parte unidades de infantería ligera y utilizaban como armamento defensivo un  aspis y casco de bronce. Eran unidades de infantería rápida que empleaban como armamento ofensivo una lanza (la dory) y una espada corta (el kopis). Más exactamente, el término realmente hacía referencia a cualquier hoplita que practicase la táctica Ekdromi, que consistía en una salida irregular de la formación que marcaba la línea de batalla.
Cuando estaban en formación dentro la falange actuaban como hoplitas «normales», pero cuando recibían una orden salían de sus filas y atacaban al enemigo en una formación irregular. Las necesidades tácticas que podían ordenar romper las filas de los ekdromoi eran muy variadas, pudiendo consistir, por ejemplo, en el hostigamiento de los peltastas enemigos, servir de vanguardia para aclarar de presencia enemiga el avance del ejército principal, la captura rápida de puntos claves en el campo de batalla, la búsqueda de enemigos en retirada, etc. Después de que el ejército derrotaba al enemigo, la función de los ekdromoi era la de perseguir al enemigo para alcanzar una victoria total e impedirle reagruparse.
En sus enfrentamientos con psiloi y peltastas, la salida de los ekdromoi no garantizaba que se produjese el contacto directo entre los dos bandos, pero sí que obligaban a los contrarios a retirarse. Los psiloi y los peltastas no podían permitirse un enfrentamiento directo con los ekdromoi porque estos, incluso sin armadura, estaban mucho mejor equipados para un combate cuerpo a cuerpo (aunque la infantería bárbara a menudo cometía el error de buscar el enfrentamiento).
Estos soldados de infantería solían ser bárbaros del norte (tracios, Ilirios, o escitas).
Jenofonte hizo uso de los ekdromoi durante la expedición de los Diez Mil contra los numerosos guerreros bárbaros que atacaban a las columnas griegas, tal y como atestiguó en múltiples ocasiones en su obra, la Anábasis.